# Roter Ampfer-Glasflügler

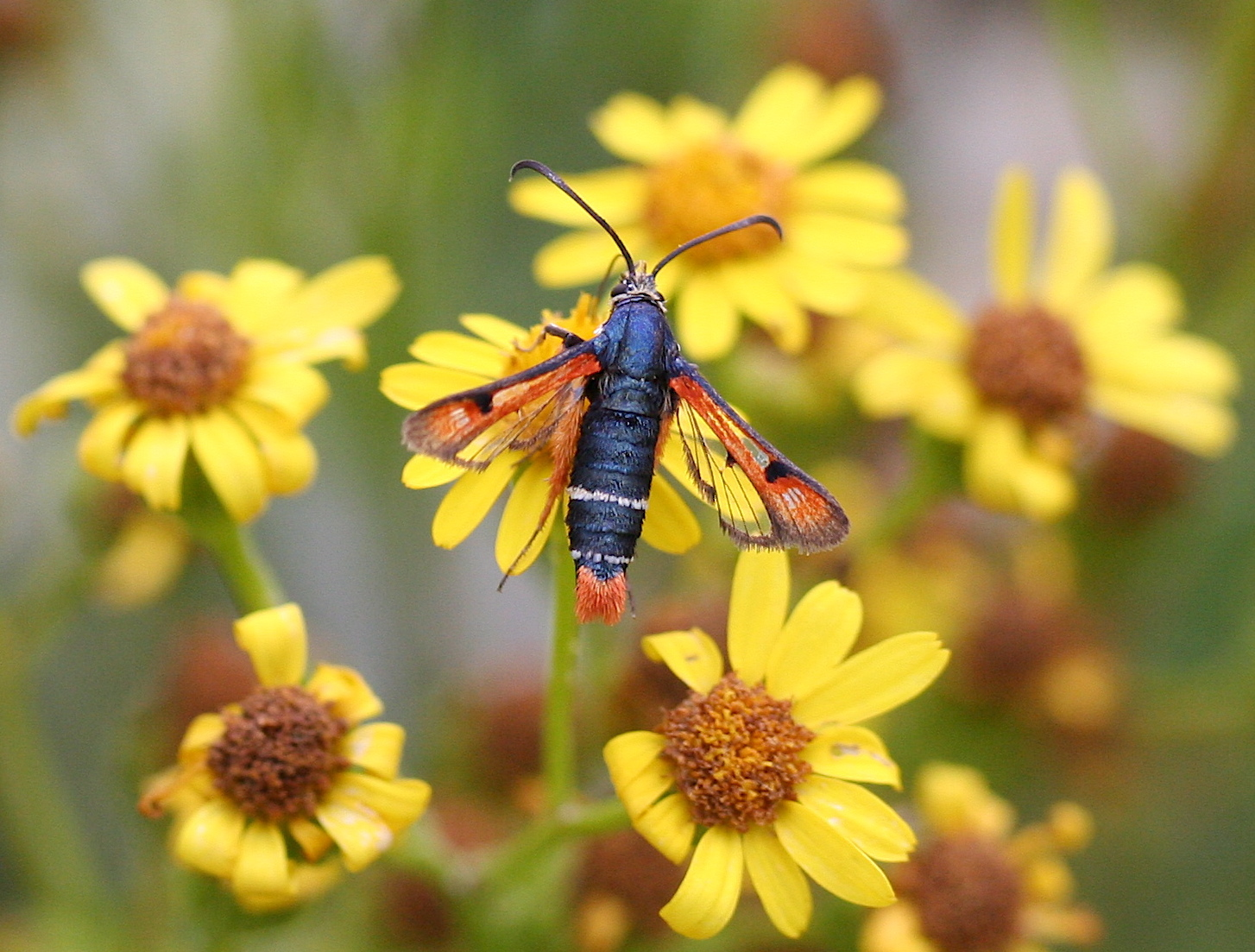
Roter Ampfer-Glasflügler
beim Blütenbesuch

Der Rote Ampfer-Glasflügler (Pyropteron chrysidiformis), zuweilen als Ampfersandrasen-Glasflügler oder Goldwespen-Glasflügler bezeichnet und auch unter dem Namen Pyropteron chrysidiforme bekannt, ist ein Schmetterling aus der Familie der Glasflügler (Sesiidae). Der wissenschaftliche Name der Art leitet sich von chrysis = Goldwespe ab.

## Merkmale

### Falter
Die Falter erreichen eine Flügelspannweite von 17 bis 23 Millimetern. Ihre Vorderflügel sind kräftig rot, rotorange oder rotbraun bestäubt und haben nur sehr kleine durchsichtige Fenster. Der Vorderrand und die schmale Saumbinde sind schwarzbraun, der Apex stark gerundet. In der Mitte ist ein länglicher schwarzer Diskalfleck zu erkennen, der bis zum Vorderrand reicht. Die Hinterflügel sind durchsichtig und zeigen eine schmale dunkle Saumbinde sowie einen kleinen schwarzbraunen Diskalfleck. Die Fransen sind bei allen Flügelpaaren aufgehellt. Die Fühler haben eine schwarzblaue Farbe und sind im subapikalen Bereich zuweilen gelblich überstäubt. Der Thorax schimmert schwarzgrün. Auf den Segmenten vier und sechs des ebenfalls schwarzgrünen Abdomens befinden sich dünne gelbliche oder weißliche Ringe. Das zweite Segment ist fast immer unberingt. Die Afterbüschel sind kräftig fächerförmig ausgebildet, an den Rändern schwarz und in der Mitte breit rot gefärbt.

### Ähnliche Arten
Der Zinnoberrote Ampfer-Glasflügler (Pyropteron minianiformis) ist im Gesamterscheinungsbild zierlicher und besitzt spitzere Vorderflügel.

## Geographische Verbreitung und Vorkommen
Der Rote Ampfer-Glasflügler ist in Mittel- und Südeuropa lokal verbreitet. Hauptlebensraum der Art sind Wiesentäler, Waldlichtungen, Heidegebiete, sandige Hänge und Ruderalflächen.

## Lebensweise
Die tagaktiven Falter fliegen in den Monaten Juni und Juli, in höheren Lagen bis in den August. Sie besuchen gerne die Blüten verschiedener Pflanzen, dazu zählen: Kratzdisteln (Cirsium), Felsennelken (Petrorhagia), Feinstrahl (Erigeron annuus) und Klee (Trifolium). Männliche Falter fliegen auch Pheromonfallen an. Die madenförmigen Raupen leben ein- bis zweijährig in den Stängeln und Wurzeln verschiedener Ampferarten (Rumex). Wenn eine Nahrungspflanze von mehreren Raupen befallen ist, kann diese verwelken und eingehen. Die Raupen überwintern in den Wurzeln oder Stängeln und verpuppen sich dort im Frühjahr. 

## Gefährdung
In Deutschland kommt der Rote Ampfer-Glasflügler in den südlichen und westlichen Bundesländern lokal und meist selten vor, wird aber auf der Roten Liste gefährdeter Arten als nicht gefährdet eingestuft. In Baden-Württemberg wird er jedoch auf der Vorwarnliste geführt.